# Campeonato Mundial de Halterofilismo de 2022 - Até 89 kg masculino
A categoria até 89 kg masculino foi um evento do Campeonato Mundial de Halterofilismo de 2022, disputado em Bogotá, na Colômbia, nos dias 10 e 11 de dezembro de 2022.

## Calendário
Horário local (UTC-5)
| Dia            | Horário | Fase    |
| -------------- | ------- | ------- |
| 10 de dezembro | 11:30   | Grupo C |
| 11 de dezembro | 14:00   | Grupo B |
| 11 de dezembro | 19:00   | Grupo A |

## Medalhistas
| Evento    | Ouro                      | Ouro   | Prata                   | Prata  | Bronze                  | Bronze |
| --------- | ------------------------- | ------ | ----------------------- | ------ | ----------------------- | ------ |
| Arranque  | Keydomar Vallenilla (VEN) | 175 kg | Kianoush Rostami (IRI)  | 174 kg | Brayan Rodallegas (COL) | 170 kg |
| Arremesso | Karlos Nasar (BUL)        | 220 kg | Liu Huanhua (CHN)       | 215 kg | Brayan Rodallegas (COL) | 211 kg |
| Total     | Keydomar Vallenilla (VEN) | 385 kg | Brayan Rodallegas (COL) | 381 kg | Liu Huanhua (CHN)       | 381 kg |

## Recordes
Antes desta competição, o recorde mundial da prova era o seguinte:
| Recorde         | Tipo      | Atleta                   | Peso   | Local  | Data                  |
| Recorde Mundial | Arranque  | Padrão mundial           | 179 kg |        | 1 de novembro de 2018 |
| Recorde Mundial | Arremesso | Antonino Pizzolato (ITA) | 217 kg | Tirana | 2 de junho de 2022    |
| Recorde Mundial | Total     | Antonino Pizzolato (ITA) | 392 kg | Tirana | 2 de junho de 2022    |

Os seguintes novos recordes foram estabelecidos durante esta competição.
| Arremesso | 220 kg | Karlos Nasar (BUL) | Recorde mundial |

## Resultado
Os resultados foram os seguintes.
| Pos.              | Atleta                        | Grupo | Arranque (kg) | Arranque (kg) | Arranque (kg) | Arranque (kg)     | Arremesso (kg) | Arremesso (kg) | Arremesso (kg) | Arremesso (kg)    | Total |
| Pos.              | Atleta                        | Grupo | 1             | 2             | 3             | Resultado         | 1              | 2              | 3              | Resultado         | Total |
| ----------------- | ----------------------------- | ----- | ------------- | ------------- | ------------- | ----------------- | -------------- | -------------- | -------------- | ----------------- | ----- |
| Medalha de ouro   | Keydomar Vallenilla (VEN)     | A     | 171           | 171           | 175           | Medalha de ouro   | 210            | 213            | 215            | 4                 | 385   |
| Medalha de prata  | Brayan Rodallegas (COL)       | A     | 170           | 170           | 174           | Medalha de bronze | 205            | 211            | 216            | Medalha de bronze | 381   |
| Medalha de bronze | Liu Huanhua (CHN)             | A     | 160           | 166           | 171           | 6                 | 205            | 211            | 215            | Medalha de prata  | 381   |
| 4                 | Kianoush Rostami (IRI)        | A     | 170           | 174           | 174           | Medalha de prata  | 206            | 212            | 212            | 5                 | 380   |
| 5                 | Nathan Damron (USA)           | A     | 157           | 162           | 167           | 4                 | 196            | 203            | 208            | 6                 | 370   |
| 6                 | Olfides Sáez (CUB)            | B     | 156           | 161           | 165           | 9                 | 196            | 196            | 201            | 7                 | 362   |
| 7                 | Nico Müller (GER)             | B     | 157           | 161           | 164           | 10                | 194            | 200            | 200            | 10                | 361   |
| 8                 | Revaz Davitadze (GEO)         | A     | 165           | 170           | 171           | 7                 | 193            | 198            | 201            | 13                | 358   |
| 9                 | Emil Moldodosov (KGZ)         | B     | 160           | 164           | 167           | 8                 | 190            | 190            | 195            | 16                | 354   |
| 10                | Ariolvis Begué (CUB)          | B     | 152           | 157           | 160           | 14                | 190            | 195            | 199            | 12                | 352   |
| 11                | Armands Mežinskis (LAT)       | B     | 152           | 157           | 158           | 20                | 191            | 196            | 200            | 9                 | 352   |
| 12                | Andranik Karapetyan (ARM)     | A     | 166           | 172           | 174           | 5                 | 186            | 186            | 191            | 19                | 352   |
| 13                | Amur Al-Khanjari (OMA)        | B     | 150           | 150           | 156           | 21                | 191            | 196            | 200            | 8                 | 350   |
| 14                | Assylzhan Bektay (KAZ)        | B     | 158           | 158           | 164           | 13                | 190            | 195            | 195            | 14                | 348   |
| 15                | Alex Bellemarre (CAN)         | B     | 160           | 160           | 165           | 12                | 185            | 190            | 194            | 21                | 345   |
| 16                | Vardan Manukyan (ARM)         | B     | 150           | 150           | 155           | 16                | 190            | 200            | 202            | 15                | 345   |
| 17                | Denis Ulanov (KAZ)            | B     | 151           | 151           | 155           | 17                | 190            | 190            | 196            | 17                | 345   |
| 18                | Faris Touairi (ALG)           | C     | 160           | 160           | 160           | 11                | 175            | 180            | 185            | 27                | 340   |
| 19                | Beau Brown (USA)              | C     | 148           | 153           | 158           | 18                | 183            | 185            | 188            | 20                | 338   |
| 20                | Artūrs Vasiļonoks (LAT)       | C     | 149           | 152           | 153           | 23                | 181            | 187            | 188            | 18                | 337   |
| 21                | Phacharamethi Tharaphan (THA) | C     | 140           | 145           | 148           | 27                | 191            | 191            | 196            | 11                | 336   |
| 22                | Braydon Kennedy (CAN)         | C     | 152           | 152           | 157           | 19                | 178            | 183            | 188            | 24                | 335   |
| 23                | Şahzadbek Matýakubow (TKM)    | B     | 150           | 150           | 150           | 22                | 185            | 185            | 191            | 22                | 335   |
| 24                | Muhammad Zul Ilmi (INA)       | C     | 143           | 147           | 152           | 24                | 182            | 183            | 188            | 25                | 330   |
| 25                | Daisuke Shishido (JPN)        | C     | 145           | 150           | 150           | 25                | 175            | 183            | 192            | 23                | 328   |
| 26                | Mauricio Canul (MEX)          | C     | 140           | 145           | 150           | 26                | 180            | 186            | 187            | 26                | 325   |
| 27                | Alexander Hernández (PUR)     | C     | 137           | 137           | 140           | 29                | 175            | 180            | 180            | 28                | 312   |
| 28                | Axel Pavon (HON)              | C     | 136           | 136           | 140           | 30                | 170            | 175            | 181            | 29                | 311   |
| 29                | Seán Brown (IRL)              | C     | 140           | 144           | 144           | 28                | 170            | 176            | 176            | 30                | 310   |
| 30                | Yomar López (PUR)             | C     | 130           | 130           | 136           | 31                | 150            | 160            | 163            | 31                | 296   |
| —                 | Şatlyk Şöhradow (TKM)         | B     | 155           | 158           | 158           | 15                | 185            | 185            | 185            | —                 | —     |
| —                 | Karlos Nasar (BUL)            | A     | 173           | 173           | 174           | —                 | 212            | 217            | 220            | Medalha de ouro   | —     |
| —                 | Cristiano Ficco (ITA)         | A     | 165           | 165           | 165           | —                 | —              | —              | —              | —                 | —     |
| —                 | Tian Tao (CHN)                | A     | —             | —             | —             | —                 | —              | —              | —              | —                 | —     |
| —                 | Michel Ngongang (CMR)         | A     | DNS           | DNS           | DNS           | DNS               | DNS            | DNS            | DNS            | DNS               | DNS   |